# Harbin Yiteng Football Club
Maillots
Le Zhejiang Yiteng Football Club (en chinois : 浙江毅腾足球俱乐部), plus couramment abrégé en Harbin Yiteng, est un club chinois de football fondé en 1988 et basé dans la ville de Harbin, dans la province du Heilongjiang.
Le club évolue actuellement en Championnat de Chine de football D2.

## Histoire

### Historique des noms
- 1988 : création du club de Dalian Tielu à Dalian
- 1995 : changement de nom en Dalian Yiteng
- 2006 : déménagement à Harbin et changement de nom en Harbin Yiteng
- 2008 : déménagement à Yantai et changement de nom en Yantai Yiteng
- 2009 : déménagement à Dalian et changement de nom en Dalian Yiteng
- 2012 : déménagement à Harbin et changement de nom en Harbin Yiteng
- 2014 : 1re participation en Chinese Super League

## Palmarès
| Compétitions nationales |
| --- |
| - Championnat de Chine D2 : - Vice-champion : 2013. - Championnat de Chine D3 (1) - Champion : 2011. - Vice-champion : 2006. |

## Personnalités du club

### Présidents du club
- Cui Yi

### Entraîneurs du club
| - Xu Yin / Cheng Xianfei (1994 - 1999) - Li Hongwu (mars 2006 - mai 2006) - Wang Jun (mai 2006 - mars 2007) - Wang Hongli (mars 2007 - avril 2007) - Wang Jun (avril 2007) - Cho Yoon-hwan (avril 2007 - juin 2007) - Wang Jun (juin 2007 - novembre 2007) - Gai Zengjun (novembre 2007 - juin 2008) | - Wang Jun (juin 2008 - juin 2010) - Duan Xin (13 juin 2010 - novembre 2011) - Wang Helong (mars 2014 - 19 juillet 2014) - Marijo Tot (19 juillet 2014 - 31 décembre 2014) - Duan Xin (31 décembre 2014 - 5 juin 2015) - Gai Zengjun (5 juin 2015 - 17 juin 2015) - Duan Xin (17 juin 2015 - décembre 2015) - Goran Tomić (10 janvier 2016 - 22 mars 2016) | - Duan Xin (22 mars 2016 - 1er décembre 2016) - Maurício Copertino (1er décembre 2016 - 28 mai 2017) - Wang Jun (28 mai 2017 - 6 juin 2017) - Marijo Tot (6 juin 2017 - 2 janvier 2018) - Maurício Copertino (2 janvier 2018 - 24 septembre 2018) - Hu Zhaojun (24 septembre 2018 - 3 mars 2019) - Giles Stille (3 mars 2019 - ) |

### Effectif actuel du club
| N° | Nat.                                        | Poste | Nom du joueur    |
| -- | ------------------------------------------- | ----- | ---------------- |
| 1  | Drapeau de la République populaire de Chine | G     | Guo Chunquan     |
| 2  | Drapeau de la République populaire de Chine | D     | Yu Tao           |
| 4  | Drapeau de Hong Kong                        | D     | Wisdom Fofo Agbo |
| 5  | Drapeau de la République populaire de Chine | D     | Liu Xiaolong     |
| 6  | Drapeau de la République populaire de Chine | M     | Han Xu           |
| 7  | Drapeau de la République populaire de Chine | M     | Li Jiahe         |
| 8  | Drapeau de l'Australie                      | M     | Adam Hughes      |
| 9  | Drapeau de la République populaire de Chine | M     | Li Xin           |
| 10 | Drapeau du Brésil                           | A     | Dori             |
| 11 | Drapeau de la République populaire de Chine | M     | Lü Yongdi        |
| 14 | Drapeau de la République populaire de Chine | D     | Shao Shuai       |
| 15 | Drapeau de la République populaire de Chine | D     | Geng Zhiqing     |
| 16 | Drapeau de la République populaire de Chine | D     | Wang Dalong      |
| 17 | Drapeau de la République populaire de Chine | D     | Xu Dong          |
| 18 | Drapeau de la République populaire de Chine | M     | Wei Jiawei       |
| 19 | Drapeau de la République populaire de Chine | M     | Ma Tianming      |
| 20 | Drapeau de la République populaire de Chine | M     | Han Deming       |

| No. | Nat.                                        | Position | Nom du joueur   |
| --- | ------------------------------------------- | -------- | --------------- |
| 21  | Drapeau de la République populaire de Chine | M        | Bu Xin          |
| 22  | Drapeau de la République populaire de Chine | M        | Zhao Wei        |
| 23  | Drapeau de la Colombie                      | A        | Ricardo Steer   |
| 24  | Drapeau de la République populaire de Chine | M        | Yang Xinxin     |
| 25  | Drapeau de la République populaire de Chine | D        | Li Xudong       |
| 26  | Drapeau de la République populaire de Chine | G        | Wang Jingping   |
| 27  | Drapeau de la République populaire de Chine | D        | Li Jian         |
| 29  | Drapeau de la République populaire de Chine | G        | Han Fangteng    |
| 30  | Drapeau de la République populaire de Chine | M        | Gao Jianxuan    |
| 31  | Drapeau de la République populaire de Chine | M        | Wu Teng         |
| 32  | Drapeau de la République populaire de Chine | G        | Lai Xiaoyu      |
| 33  | Drapeau du Brésil                           | A        | Rodrigo         |
| 34  | Drapeau de la République populaire de Chine | M        | Zhang Feihu     |
| 35  | Drapeau de la République populaire de Chine | M        | Lü Yuefeng      |
| 36  | Drapeau de la Corée du Sud                  | M        | Choi Hyun-yeon  |
| 39  | Drapeau de la République populaire de Chine | M        | Yan Xiangchuang |
| 45  | Drapeau de la République populaire de Chine | M        | Ji Xiaoxuan     |

## Historique du logo
|                          |                          |                          |                     |                          |                           |
| Logo du club (1995-1999) | Logo du club (2000-2005) | Logo du club (2006-2007) | Logo du club (2008) | Logo du club (2009-2011) | Logo actuel (depuis 2012) |
|                          |                          |                          |                     |                          |                           |